# 킴벌리 케이츠

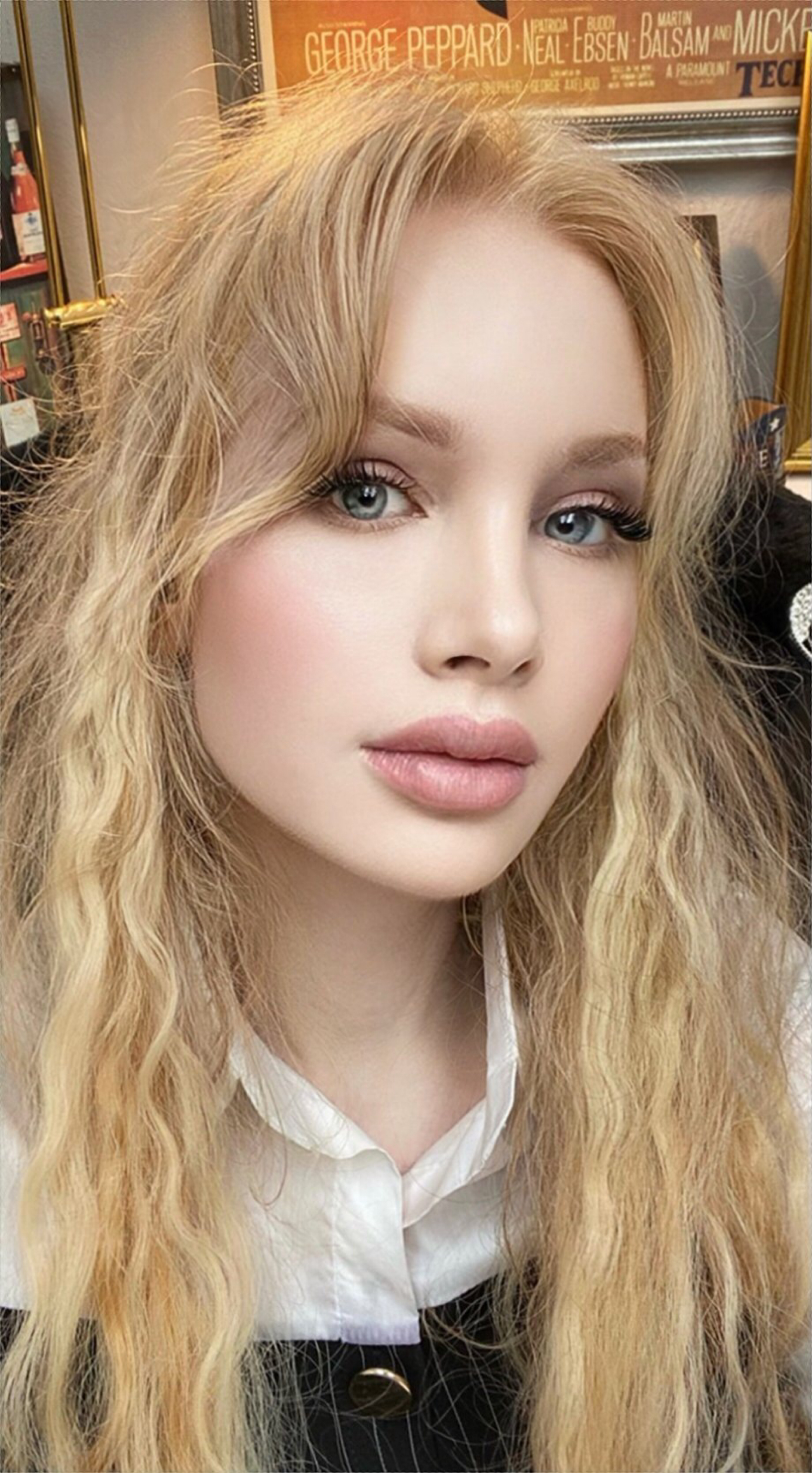

킴벌리 케이츠(Kimberley Kates, 1969년 8월 15일 ~ )는 미국의 배우, 영화 제작자이다.
캘리포니아주에서 태어났다.

## 출연 작품
- 써커 (2013년) - 재키 크롤리 역
- 애 봐주는 사람 구함 (2007년)
- 라이트필즈 홈 비디오스 (2006년)
- 포겟 어바웃 잇 (2006년)
- 더티 러브 (2005년)
- 하이웨이 (2002년) - 질리 미란다 역
- 바운스 (2000년)
- 트레이터스 (1999년)
- Charades (1998)
- 암스트롱 (1998년)
- 포르노그래퍼 (1994년)
- 스피더 (1994년)
- 뉴에이지 (1994년)
- 레스큐 미 (1993년)
- 체인 히트 2 (1993년)

### 텔레비전
- 이크는 멋쟁이 4